# نشيد كولومبيا الوطني
النشيد الوطني الكولومبي (بالإسبانية: Himno Nacional de la República de Colombia)‏ هو النشيد الوطني لكولومبيا في أمريكا اللاتينية.